# Deerfield (Wisconsin)
Deerfield – wieś w Stanach Zjednoczonych, w stanie Wisconsin, w hrabstwie Dane.